# Quadro de medalhas dos Jogos Olímpicos de Verão de 1980
Este é o quadro de medalhas dos Jogos Olímpicos de Verão de 1980, realizados em Moscou, URSS. O ordenamento é feito pelo número de medalhas de ouro, estando as medalhas de prata e bronze como critérios de desempate em caso de países com o mesmo número de ouros. Se, após esse critério, os países continuarem empatados, posicionamento igual é dado e eles são listados alfabeticamente. Este é o sistema utilizado pelo Comitê Olímpico Internacional.
| Ordem | País                  | Medalha de ouro | Medalha de prata | Medalha de bronze |     |
| ----- | --------------------- | --------------- | ---------------- | ----------------- | --- |
| 1     | URS União Soviética   | 80              | 69               | 46                | 195 |
| 2     | GDR Alemanha Oriental | 47              | 37               | 42                | 126 |
| 3     | BUL Bulgária          | 8               | 16               | 17                | 41  |
| 4     | CUB Cuba              | 8               | 7                | 5                 | 20  |
| 5     | ITA Itália            | 8               | 3                | 4                 | 15  |
| 6     | HUN Hungria           | 7               | 10               | 15                | 32  |
| 7     | ROM Romênia           | 6               | 6                | 13                | 25  |
| 8     | FRA França            | 6               | 5                | 3                 | 14  |
| 9     | GBR Grã-Bretanha      | 5               | 7                | 9                 | 21  |
| 10    | POL Polônia           | 3               | 14               | 15                | 32  |
| 11    | SWE Suécia            | 3               | 3                | 6                 | 12  |
| 12    | FIN Finlândia         | 3               | 1                | 4                 | 8   |
| 13    | TCH Checoslováquia    | 2               | 3                | 9                 | 14  |
| 14    | YUG Iugoslávia        | 2               | 3                | 4                 | 9   |
| 15    | AUS Austrália         | 2               | 2                | 5                 | 9   |
| 16    | DEN Dinamarca         | 2               | 1                | 2                 | 5   |
| 17    | BRA Brasil            | 2               |                  | 2                 | 4   |
| 17    | ETH Etiópia           | 2               |                  | 2                 | 4   |
| 19    | SUI Suíça             | 2               |                  |                   | 2   |
| 20    | ESP Espanha           | 1               | 3                | 2                 | 6   |
| 21    | AUT Áustria           | 1               | 2                | 1                 | 4   |
| 22    | GRE Grécia            | 1               |                  | 2                 | 4   |
| 23    | BEL Bélgica           | 1               |                  |                   | 1   |
| 23    | IND Índia             | 1               |                  |                   | 1   |
| 23    | ZIM Zimbabwe          | 1               |                  |                   | 1   |
| 26    | PRK Coreia do Norte   |                 | 3                | 2                 | 5   |
| 27    | MGL Mongólia          |                 | 2                | 2                 | 4   |
| 28    | TAN Tanzânia          |                 | 2                |                   | 2   |
| 29    | MEX México            |                 | 1                | 3                 | 4   |
| 30    | NED Países Baixos     |                 | 1                | 2                 | 3   |
| 31    | IRL Irlanda           |                 | 1                | 1                 | 2   |
| 32    | UGA Uganda            |                 | 1                |                   | 1   |
| 32    | VEN Venezuela         |                 | 1                |                   | 1   |
| 34    | JAM Jamaica           |                 |                  | 3                 | 3   |
| 35    | GUY Guiana            |                 |                  | 1                 | 1   |
| 35    | LIB Líbano            |                 |                  | 1                 | 1   |